# Superjätte
Superjätte eller överjätte är de stjärnor som har störst massa, förutom de extremt ovanliga hyperjättarna. Superjättar har tio gånger större massa än solen, eller mer. De varierar kraftigt i storlek från knappt etthundra gånger vår sols radie till uppemot 1 000 gånger. Det finns superjättar av alla spektralklasser. De röda superjättarna är de allra största stjärnorna som finns och har en mycket hög luminositet. En superjätte slutar sannolikt som en supernova typ II.

## Definition
Benämningen superjätte, tillämpat på en stjärna, har ingen konkret definition. Begreppet jättestjärna användes först av Ejnar Hertzsprung när det blev uppenbart att majoriteten av stjärnorna föll i två distinkta regioner i Hertzsprung–Russell-diagrammet. En region innehöll större och mer ljusstarka stjärnor av spektraltyperna A till M och fick namnet jättar. Då de saknade någon mätbar parallax blev det uppenbart att några av dessa stjärnor var signifikant större och mer ljusa än det stora flertalet, och fick den snabbt accepterade benämningen superjätte.

### Spektral lumonisitetsklass

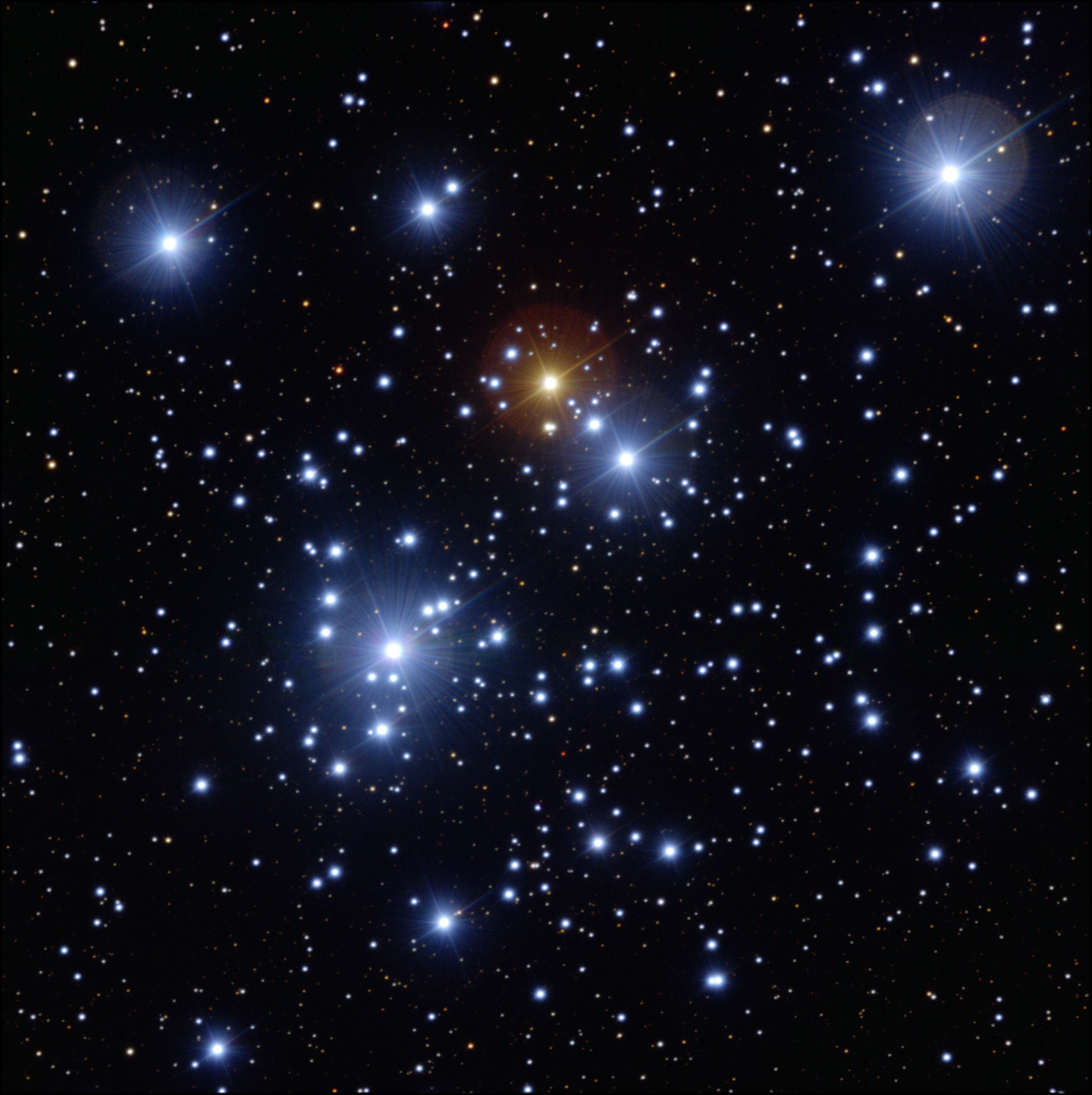
De fyra ljusaste stjärnorna i NGC 4755 är blåa superjättar, med en röd superjätte i mitten. (ESO VLT)

Superjättestjärnor kan identifieras genom sina spektra, med speciella linjer påverkade av hög ljusstyrka och låg ytgravitation. År 1897 hade Antonia Maury, baserat på bredden av deras spektrallinjer, delat in stjärnor med hennes klass "c" som identifierar stjärnor med de smalaste linjerna. Även om det inte var känt vid den tiden var dessa de ljusstarkaste stjärnorna. Morgan och Keenan utformade 1943 definitionen av spektralluminositetsklasser, med klass I som representerar superjättestjärnor. Samma system av MK- lumonisitetsklasser används än idag, med förfiningar baserade på den ökade upplösningen av moderna spektra. Superjättar förekommer i varje spektralklass från unga blå klass O-stjärnor till högutvecklade röda klass M-stjärnor.
Förutom linjeförändringar på grund av låg ytgravitation och fusionsprodukter har de mest ljusstarka stjärnorna höga massförlusthastigheter och resulterande moln av materia som kan leda till emissionslinjer, P Cygni-profiler eller förbjudna linjer. MK-systemet indelar stjärnorna i luminositetsklasser: Ib för superjättar, Ia för ljusstarka superjättar och 0 (noll) eller Ia+ för hyperjättar. I verkligheten råder det mycket mer av ett kontinuum än väldefinierade band för dessa klassificeringar, och klassificeringar som Iab används för mellanliggande ljusstarka superjättar. Spektra för superjättarna är ofta annoterade för att ange spektrala särdrag, exempelvis B2 Iae eller F5 Ipec.

## Egenskaper
Superjättar har en massa från 8 till 12 gånger solens massa och uppåt och luminositet från ca 1 000 till över en miljon gånger solens. De varierar kraftigt i radie, vanligtvis från 30 till 500, eller till och med över 1 000 solradier. De är tillräckligt massiva för att starta heliumfusion i kärnan, innan denna blir degenererad, utan flash och utan de starka utmattningarna som stjärnor med mindre massa upplever. De fortsätter att fusionera tyngre element, vanligtvis hela vägen till järn. På grund av deras stora massa är de också dömda till att explodera som en supernova.
Stefan–Boltzmanns lag anger att den relativt kalla ytan hos röda superjättar utstrålar mycket mindre energi per enhet än de blå superjättarna. Därför är de röda, för en given luminositet, större än sina blåa motsvarigheter. Strålningstrycket begränsar de största svala superjättarna till omkring 1 500-2 600 solradier och de mest massiva heta superjättarna till en luminositet omkring en miljon gånger solens. (Massan är ungefär 10 gånger solens.) Stjärnor nära och tillfälligt bortom dessa gränser blir instabila, pulserande och upplever snabb massaförlust.

### Ytgravitation
Superjättarnas magnitud har sin grund i spektrala egenskaper som till stor del är ett mått på ytgravitationen, även om sådana stjärnor också påverkas av andra egenskaper såsom mikroturbulens. De har vanligtvis ytgravitation på omkring log(g) 2,0 cgs och lägre, även om ljusstarka jättar (typ II) har statistiskt mycket lika ytgravitation som normala superjättar av typ Ib. Kalla ljusstarka superjättar har lägre ytgravitation, med log(g) runt noll för de mest ljusstarka (och instabila) stjärnorna. Varmare superjättar, även de mest ljusstarka, har ytgravitation runt ett på grund av sin högre massa och mindre radie.

### Temperatur
Det finns superjättar inom alla de viktigaste spektralklasserna och över hela temperaturintervallet från mitten av M-klasstjärnor på ca 3 000–3 450 K till de hetaste O-klasstjärnorna över 40 000 K, men det förekommer i allmänhet inte svalare än mitten av M-klassen. Detta är teoretiskt förväntat eftersom de annars skulle vara katastrofalt instabila, men det finns dock potentiella undantag bland extrema stjärnor som VX Sagittarii.

## Välkända exempel
Superjättar är sällsynta och kortlivade stjärnor, men deras höga ljusstyrka gör att det finns många exempel synliga för blotta ögat, inklusive några av de mest ljusstarka stjärnorna på himlen. 
- Rigel, den ljusaste stjärnan i stjärnbilden Orion, är en typisk blåvit superjätte.
- Deneb, den ljusaste stjärnan i Svanen, är en vit superjätte.
- Delta Cephei, som är prototyp för Cepheid-variabler, är en gul superjätte.
- Betelgeuse, Antares och UY Scuti som är röda superjättar.
- My Cephei är en av de rödaste stjärnorna som är synlig för blotta ögat och en av de största i galaxen.
- Rho Cassiopeiae, en variabel, gul hyperjätte, är en av de mest lysande stjärnorna synliga för blotta ögat.